# 麻呷乡
麻呷乡，是中华人民共和国四川省甘孜藏族自治州石渠县曾经下辖的一个乡。2020年6月17日，撤销麻呷乡，将其所属行政区域划归洛须镇管辖。

## 行政区划
麻呷乡撤销前下辖以下地区：
呷坡村、烟角村、昌拖村、仁柯希村、卡德村、麻呷村、然日村、志河村、格巴村、仲沙村、卡洛村、上岭村、俄波贡村和上普马村。